# Sheldon Cooper
Dr. Sheldon Cooper este un personaj fictiv din serialul Teoria Big Bang, jucat de actorul Jim Parsons. El este cel mai bun prieten, și colegul de cameră, al lui Leonard Hofstadter. Numele lui provine de la actorul/producătorul Sheldon Leonard. El este cinic și calculat, considerând că Leonard este tras în jos de dragostea lui pentru vecina lor, Penny. De multe ori, Sheldon este nevoit să medieze disputele dintre prietenii săi, deoarece nu ezită să scoată în evidență lucrurile negative, iar încăpățânarea și ego-ul său reprezintă pe parcursul show-ului o sursă importantă a conflictelor și situațiilor comice. 